# Montenegro Airlines
Montenegro Airlines est la compagnie aérienne porte-drapeau du Monténégro de 1994 à sa disparition en 2020.
Elle est remplacée par Air Montenegro en 2021.

## Histoire de la compagnie
La compagnie aérienne est fondée en 1994.
La même année, le pays subit une grave crise politique ainsi qu'un embargo empêchant toute activité au sein de la compagnie aérienne. Après deux ans, la compagnie achète un Fokker 28Mk 400, baptisé Lovćen, durant l'été 1996. Le 7 mai 1997, le seul avion de la compagnie établit une liaison entre Belgrade et Bari (Italie). La compagnie explique ce choix par les liens unissant l'Italie au Monténégro. La compagnie décide d'acheter un nouvel avion en juillet 1998.

Ancien logo de la compagnie

Au début de 1999, Montenegro Airlines est contrainte d'arrêter ses opérations à la suite de la guerre du Kosovo en 1999. Le 23 octobre 1999, Montenegro Airlines est à nouveau autorisée à voler. Elle décide alors d'étendre de façon significative ses vols réguliers vers l'Europe avec des liaisons vers Francfort dans un premier temps, puis Istanbul, Zurich, Ljubljana, Budapest et Skopje avant la fin 1999. Débute alors une politique d'expansion de la Montenegro Airlines. Entre juin 2000 et mai 2001, la compagnie commande deux Fokker 100 pour remplacer ses Fokker 28Mk 400. Ces deux nouveaux appareils permettent à la compagnie de devenir une compagnie moderne. La compagnie achète deux appareils supplémentaires entre 2002 et début 2003.
Parallèlement, Montenegro Airlines devient membre de l'IATA en avril 2000 et adopte le système de réservation Amadeus System User permettant des réservations plus simple pour les usagers, où qu'ils habitent dans le monde.

### Faillite
Bien avant sa disparition en 2020, la compagnie aérienne souffrait déjà d'un déficit chronique, et dépendait des subventions de l'Etat monténégrin pour subsister. Elle avait en outre accumulé 100 millions d'euros de dettes.
La pandémie de COVID-19 porte un coup fatal à la compagnie aérienne, dont le chiffre d'affaires chute de 80 % en 2020, rendant la poursuite de ses activités impossible. Le 24 décembre 2020, le gouvernement prend la décision de mettre fin aux opérations de Montenegro Airlines.

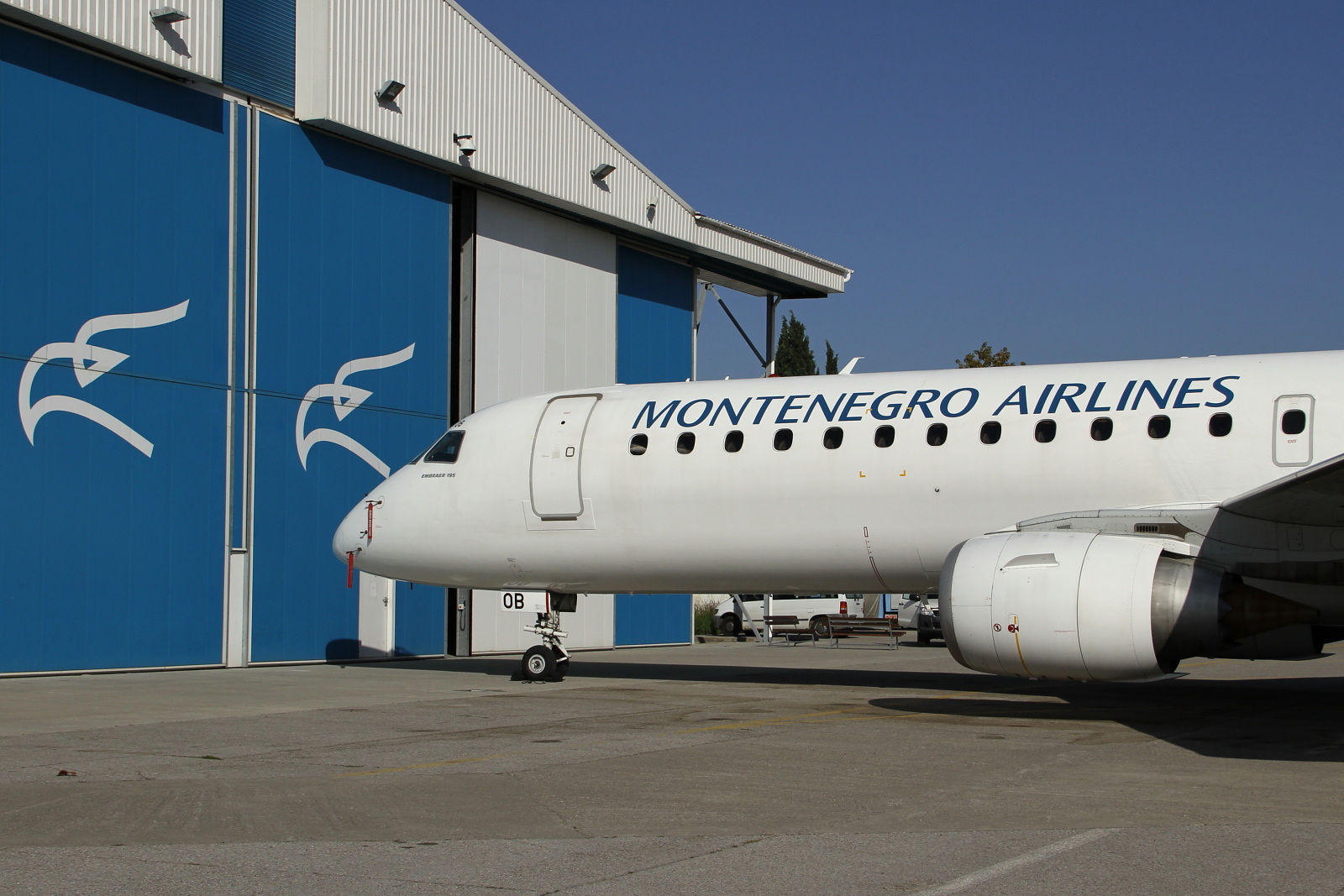
Un Embraer 195 à Podgorica

## Flotte
En octobre 2020, Montenegro Airlines dispose de 4 appareils :

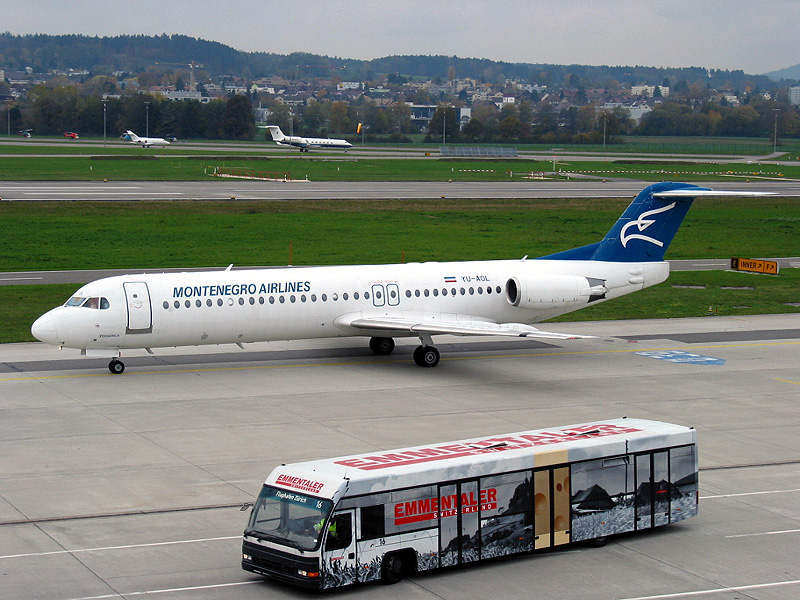
Fokker 100
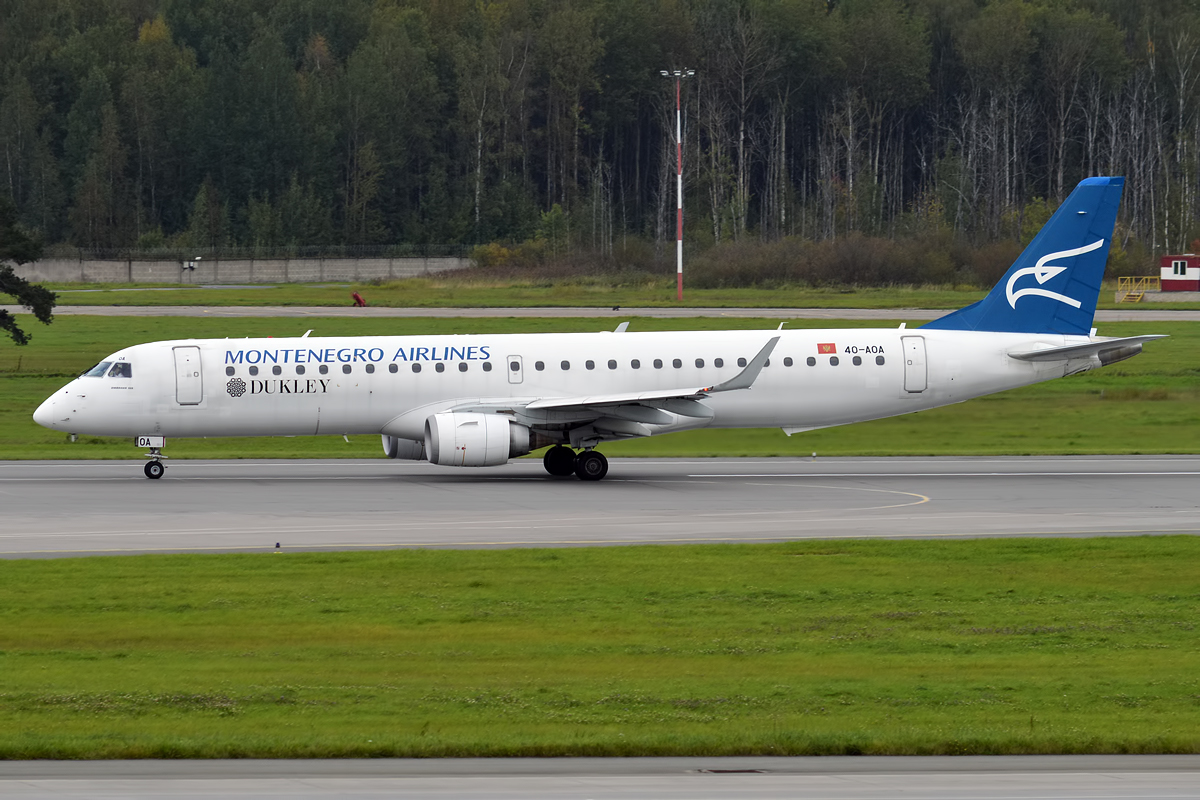
Embraer 195

## Destinations

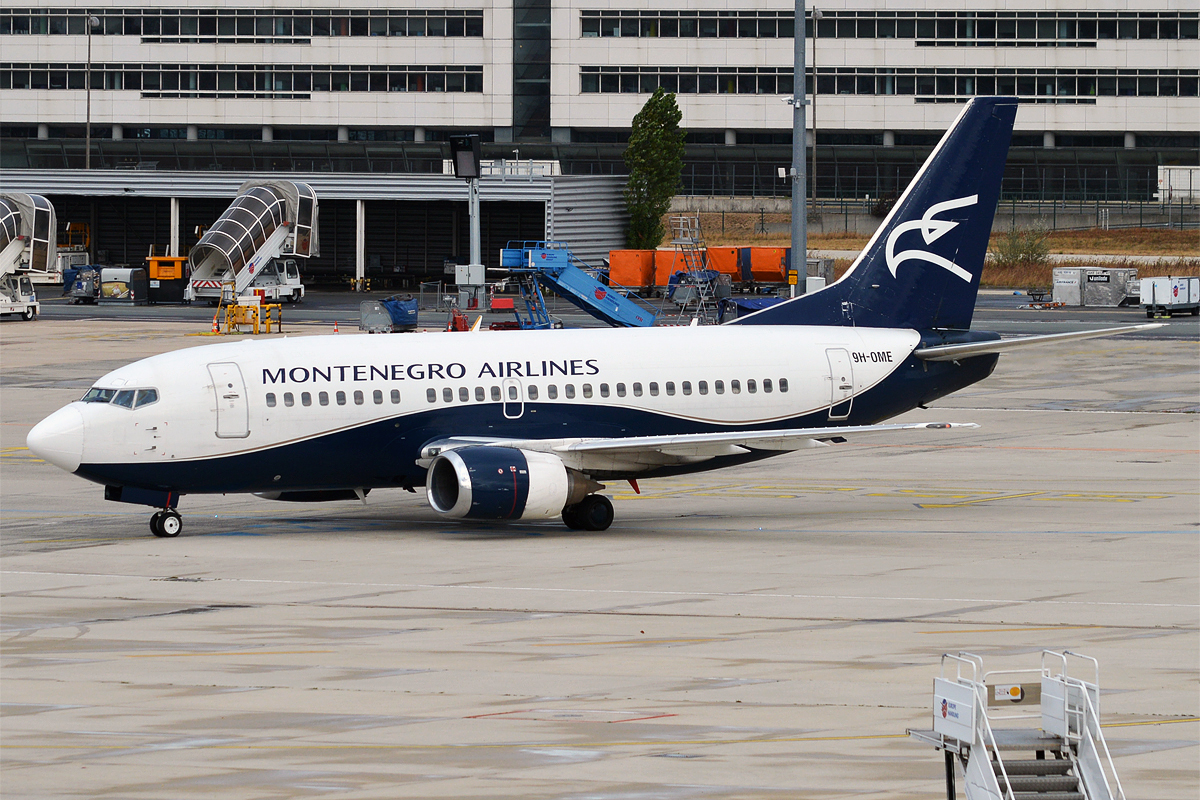
Boeing 737 loué à Air X Charter et utilisé durant les saisons estivales

Vols réguliers
Au départ de Podgorica :
- Belgrade
- Vienne
- Ljubljana
- Frankfort
- Zurich
- Rome
- Moscou
- Boeing 737 loué à Air X Charter et utilisé durant les saisons estivales Niš
- Paris
- Lyon

Au départ de Tivat :
- Belgrade
- Moscou
- Paris